# Bołtupie

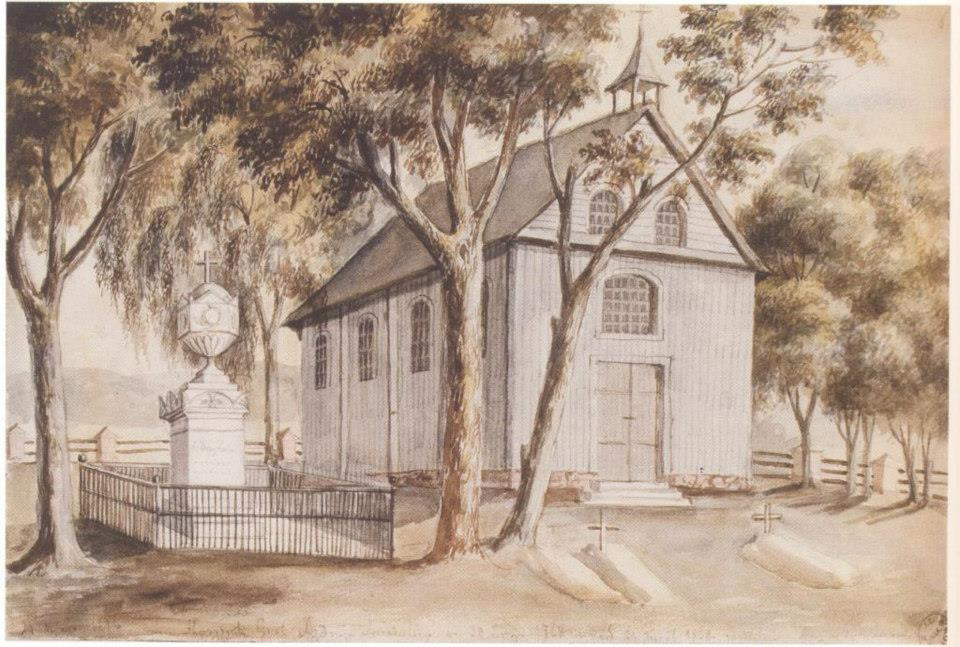
Kapliczka i pomnik na grobie Jędrzeja Śniadeckiego na cmentarzyku w Horodnikach na rysunku Napoleona Ordy z 1876 roku

Bołtupie (biał. Болтуп, Bołtup; lit. Baltupis ; ros. Болтуп, Bołtup) – wieś na Białorusi, w rejonie oszmiańskim obwodu grodzieńskiego, około 8 km na południowy zachód od Oszmiany.

## Historia
Niewielki tutejszy folwark był w XVI wieku własnością rodziny Szaszkiewiczów, Stankiewiczów albo Staszkiewiczów. Lepiej znany był kolejny właściciel Józef Eliasz Malijewicz, który znacznie powiększył majątek drogą kolejnych zakupów i w 1698 roku sporządził testament, przekazując cały swój dorobek Michałowi Wilamowiczowi, miecznikowi oszmiańskiemu. Wdowa po Michale Anna Gizbert-Studnicka secundo voto Abramowiczowa podarowała w 1743 roku majątek swemu bratankowi Krzysztofowi Gizbert-Studnickiemu, strażnikowi oszmiańskiemu, który w 1760 roku sprzedał go Franciszkowi Wereszczace, podczaszemu woj. nowogródzkiego. Po Franciszku dobra te dziedziczył jego syn Stefan Wereszczaka, który sprzedał je Jędrzejowi Śniadeckiemu w 1806 roku. Wojny napoleońskie zrównały folwark z ziemią. Jędrzej odbudował siedzibę i przekazał majątek swemu synowi Józefowi (1799–1859), po którym dziedziczył syn Józefa, Andrzej (1834–1893). Po jego śmierci odziedziczony majątek podzielono między żonę, Marię Wereszczyńską (1847–1906) i dwie córki: Marię (1876–1945) i Zofię. Bołtupie dostało się Zofii. Jej mąż Stanisław Osiecimski sprzedał wkrótce majątek Janowi Oskierce, który był (bądź jego spadkobiercy) ostatnim właścicielem majątku do 1939 roku.
W wyniku reformy administracyjnej w latach 1565–1566 Bołtupie weszło w skład powiatu oszmiańskiego województwa wileńskiego Rzeczypospolitej. Po III rozbiorze Polski w 1795 roku folwark znalazł się na terenie powiatu oszmiańskiego (ujezdu) guberni wileńskiej. W 1905 roku folwark liczył 77 mieszkańców. Po ustabilizowaniu się granicy polsko-radzieckiej w 1922 roku Bołtupie wróciło do Polski, należało do gminy Graużyszki w powiecie oszmiańskim województwa wileńskiego, od 1945 roku – w ZSRR, od 1991 roku – na terenie Republiki Białorusi.
W 1931 majątek w 12 domach zamieszkiwały 73 osoby.
W 2009 roku we wsi mieszkało 16 osób.
Cmentarzyk majątku znajdował się o półtora kilometra na wschód od folwarku, w Horodnikach. Tam przy drewnianej kaplicy cmentarnej został pochowany Jędrzej Śniadecki, a na jego grobie postawiono pomnik, który istnieje do dziś i został odrestaurowany w 2012 roku.

## Pałacyk Śniadeckich
Józef lub jego syn Andrzej wzniósł w połowie XIX wieku neogotycki pałacyk stojący tu do 1939 roku. Jego wygląd znany jest jedynie z rysunku Napoleona Ordy z 1876 roku, tylko od strony ogrodowej. Budowla ta składała się z dwóch korpusów: nieco krótszego piętrowego i ustawionego do niego prostopadle parterowego, prawdopodobnie w końcu parterowego segmentu była kaplica rodzinna. Oba człony były przykryte gładkim, dwuspadowym dachem. Do pałacyku od strony ogrodowej przylegał taras. Na parterze korpusu dwukondygnacyjnego były okna prostokątne, podczas gdy pozostałe otrzymały zamknięcie gotyckie. Dekoracje zewnętrzne domu ograniczały się do załamanych prostopadle ku dołowi nadokienników. Przy części dwukondygnacyjnej, zapewne z obu stron, znajdowały się balkony. 
Pokoje reprezentacyjne miały urządzenie stylowe i prawdopodobnie zabytkowe. W wielkim salonie ze stylowymi meblami wisiał ogromny kryształowy żyrandol w kształcie półkuli. W saloniku, gdzie stały meble mahoniowe empirowe i biedermeierowskie, żyrandol był nieco mniejszy, brązowy lub mosiężny, także z kryształowymi wisiorami.
Pałacyk stał wśród malowniczego parku krajobrazowego.
Majątek Bołtun został opisany w 4. tomie Dziejów rezydencji na dawnych kresach Rzeczypospolitej Romana Aftanazego.